# Estância turística (São Paulo)
Estância turística é um título concedido pelo governo do estado brasileiro de São Paulo a municípios que apresentem características turísticas e determinados requisitos como: condições de lazer, recreação, recursos naturais e culturais específicos. Devem dispor de infraestrutura e serviços dimensionados à atividade turística. Os municípios com este status podem receber aportes financeiros específicos para incentivo ao turismo.
Há atualmente (agosto de 2014) 70 no estado estâncias denominadas: turísticas (33), balneárias (15), climáticas (12) e hidrominerais (11).

## Estâncias turísticas
Oficiais
| - Aparecida - Avaré - Bananal - Barra Bonita - Batatais - Brotas - Eldorado - Embu das Artes - Guaratinguetá - Holambra - Ibitinga - Ibiúna - Igaraçu do Tietê - Ilha Solteira - Itu - Joanópolis | - Olímpia - Paraguaçu Paulista - Paranapanema - Pereira Barreto - Piraju - Poá - Presidente Epitácio - Ribeirão Pires - Salesópolis - Salto - Santa Fé do Sul - São José do Barreiro - São Luiz do Paraitinga - São Pedro - São Roque - Tremembé - Tupã |

## Estâncias balneárias
| - Bertioga - Cananeia - Caraguatatuba - Guarujá - Iguape - Ilha Comprida - Ilhabela | - Itanhaém - Mongaguá - Peruíbe - Praia Grande - Santos - São Sebastião - São Vicente - Ubatuba |

## Estâncias climáticas
| - Analândia - Atibaia - Bragança Paulista - Caconde - Campos do Jordão - Campos Novos Paulista | - Cunha - Morungaba - Nuporanga - Santa Rita do Passa Quatro - Santo Antônio do Pinhal - São Bento do Sapucaí |

## Estâncias hidrominerais
| - Águas da Prata - Águas de Lindóia - Águas de Santa Bárbara - Águas de São Pedro - Amparo | - Ibirá - Lindóia - Monte Alegre do Sul - Serra Negra - Socorro |